# Державний секретар авіації (Велика Британія)
Державний секретар авіації (Велика Британія) (англ. Secretary of State for Air) — державний секретар в уряді Сполученого Королівства, посада якого існувала в періоди з 1919 по 1964 року. Особа, яка обіймала цю посаду, очолювала міністерство авіації.
Посада була створена 10 січня 1919 року для державного керівництва Королівськими ПС. У 1946 році три посади державного секретаря з питань війни, першого лорда Адміралтейства та державного секретаря авіації стали формально підпорядкованими міністру оборони, яка була створена в 1940 році на заміну Міністрові координації оборони та питань безпеки. 1 квітня 1964 року Міністерство авіації було включено до складу новоствореного об'єднаного Міністерства оборони, а посаду Державного секретаря авіації було скасовано.
| Головні політичні посади англійських/британських Збройних сил: |                                                    |                                                          |                                                    |                                                    |
|                                                                | Королівський флот                                  | Британська армія                                         | Королівські ПС                                     | Координаційна                                      |
| 1628                                                           | Перший лорд адміралтейства (1628—1964)             |                                                          |                                                    |                                                    |
| 1794                                                           | Перший лорд адміралтейства (1628—1964)             | Державний секретар з питань війни (1794—1801)            |                                                    |                                                    |
| 1801                                                           | Перший лорд адміралтейства (1628—1964)             | Державний секретар з питань війни та колоній (1801—1854) |                                                    |                                                    |
| 1854                                                           | Перший лорд адміралтейства (1628—1964)             | Державний секретар з питань війни (1854—1964)            |                                                    |                                                    |
| 1919                                                           | Перший лорд адміралтейства (1628—1964)             | Державний секретар з питань війни (1854—1964)            | Державний секретар авіації (1919—1964)             |                                                    |
| 1936                                                           | Перший лорд адміралтейства (1628—1964)             | Державний секретар з питань війни (1854—1964)            | Державний секретар авіації (1919—1964)             | Міністр координації оборони (1936—1940)            |
| 1940                                                           | Перший лорд адміралтейства (1628—1964)             | Державний секретар з питань війни (1854—1964)            | Державний секретар авіації (1919—1964)             | Міністр оборони (1940—1964)                        |
| 1964                                                           | Державний секретар з питань оборони (1964–по т.ч.) | Державний секретар з питань оборони (1964–по т.ч.)       | Державний секретар з питань оборони (1964–по т.ч.) | Державний секретар з питань оборони (1964–по т.ч.) |

## Список Державних секретарів авіації, 1919—1964
| Секретар | Секретар | Секретар                               | Час перебування на посаді | Час перебування на посаді   | Час перебування на посаді    | Політична партія     |
| Секретар | Секретар | Секретар                               | Дата вступу у посаду      | Дата завершення повноважень | Час у посаді                 | Політична партія     |
| -------- | -------- | -------------------------------------- | ------------------------- | --------------------------- | ---------------------------- | -------------------- |
|          |          | Вінстон Черчилль (1874—1965)           | 10 січня 1919             | 1 квітня 1921               | 2 роки, 2 місяці та 22 дні   | Ліберальна партія    |
|          |          | Фредерик Едвард Гест (1875—1937)       | 1 квітня 1921             | 19 жовтня 1922              | 1 рік, 6 місяців та 18 днів  | Ліберальна партія    |
|          |          | Семюель Гор (1880—1959)                | 31 жовтня 1922            | 22 січня 1924               | 1 рік, 2 місяці та 22 дні    | Консервативна партія |
|          |          | Крістофер Томсон (1875—1930)           | 22 січня 1924             | 3 листопада 1924            | 9 місяців та 12 днів         | Лейбористська партія |
|          |          | Семюель Гор (1880—1959)                | 6 листопада 1924          | 4 червня 1929               | 4 роки, 6 місяців та 29 днів | Консервативна партія |
|          |          | Крістофер Томсон (1875—1930)           | 7 червня 1929             | 5 жовтня 1930†              | 1 рік, 3 місяці та 28 днів   | Лейбористська партія |
|          |          | Вільям Маккензі (1860—1942)            | 14 жовтня 1930            | 5 листопада 1931            | 1 рік та 22 дні              | Лейбористська партія |
|          |          | Чарльз Вейн-Темпест-Стюарт (1878—1949) | 5 листопада 1931          | 7 червня 1935               | 3 роки, 7 місяців та 2 дні   | Консервативна партія |
|          |          | Філіп Канліфф-Лістер (1884—1972)       | 7 червня 1935             | 16 травня 1938              | 2 роки, 11 місяців та 9 днів | Консервативна партія |
|          |          | Кінгслі Вуд (1884—1972)                | 16 травня 1938            | 3 квітня 1940               | 1 рік, 10 місяців та 18 днів | Консервативна партія |
|          |          | Семюель Гор (1880—1959)                | 3 квітня 1940             | 11 травня 1940              | 1 місяць та 8 днів           | Консервативна партія |
|          |          | Арчибальд Сінклер (1890—1970)          | 11 травня 1940            | 23 травня 1945              | 5 років та 12 днів           | Ліберальна партія    |
|          |          | Гарольд Макміллан (1894—1986)          | 25 травня 1945            | 26 липня 1945               | 2 місяці та 1 день           | Консервативна партія |
|          |          | Вільям Бенн (1877—1960)                | 3 серпня 1945             | 4 жовтня 1946               | 1 рік, 2 місяці та 1 день    | Лейбористська партія |
|          |          | Філіп Ноель-Бейкер (1889—1982)         | 4 жовтня 1946             | 7 жовтня 1946               | 1 рік та 3 дні               | Лейбористська партія |
|          |          | Артур Гендерсон (1893—1968)            | 7 жовтня 1946             | 26 жовтня 1951              | 4 роки та 19 днів            | Лейбористська партія |
|          |          | Вільям Сідні (1909—1991)               | 31 жовтня 1951            | 20 грудня 1955              | 4 роки, 1 місяць та 20 днів  | Консервативна партія |
|          |          | Найджел Берч (1906—1981)               | 20 грудня 1955            | 16 січня 1957               | 1 рік та 27 днів             | Консервативна партія |
|          |          | Джордж Ворд (1907—1988)                | 16 січня 1957             | 28 жовтня 1960              | 3 роки, 9 місяців та 12 днів | Консервативна партія |
|          |          | Джуліан Емері (1919—1996)              | 28 жовтня 1960            | 16 липня 1962               | 1 рік, 8 місяців та 18 днів  | Консервативна партія |
|          |          | Г'ю Фрейзер (1918—1984)                | 16 липня 1962             | 1 квітня 1964               | 1 рік, 8 місяців та 16 днів  | Консервативна партія |